# داستان ازدواج
داستان ازدواج یا داستان زناشویی (انگلیسی: Marriage Story) یک فیلم آمریکایی در ژانر درام به نویسندگی و کارگردانی نوآ بامباک است که در سال ۲۰۱۹ منتشر شد. اسکارلت جوهانسون، آدام درایور، لورا درن، آلن آلدا، ری لیوتا، جولی هاگرتی و مریت ویور ستارگان فیلم هستند. داستان فیلم دربارهٔ زوجی است که در کشمکش طلاق هستند و این موضوع غیر از زندگی خودشان، اطرافیانشان را نیز درگیر ماجراهایی می‌کند.
کار تولید فیلم از نوامبر ۲۰۱۷ آغاز شد و بازیگران اصلی در همین زمان انتخاب شدند. داستان ازدواج در فاصله ژوئیه تا آوریل ۲۰۱۸ و در شهرهای نیویورک و لس آنجلس جلوی دوربین رفت. فیلم نخستین نمایش خود را در تاریخ ۲۹ اوت ۲۰۱۹ در هفتاد و ششمین دوره جشنواره بین‌المللی فیلم ونیز تجربه کرد. داستان ازدواج از محصولات اصلی نت‌فلیکس است و توسط همین شرکت در تاریخ ۶ دسامبر ۲۰۱۹ به صورت اینترنتی منتشر شد. فیلم اکران عمومی نداشت و فقط برای اینکه بتواند واجد شرایط اسکار باشد، در نوامبر ۲۰۱۹ به صورت محدود در آمریکا به روی پرده رفت.
داستان ازدواج با تحسین جهانی منتقدان همراه بود و در زمینه فیلم‌نامه، کارگردانی و عملکرد جوهانسون و درایور مورد ستایش قرار گرفت. هیئت ملی بازبینی فیلم و مجلهٔ تایم، داستان ازدواج را به عنوان یکی از ۱۰ فیلم برتر سال ۲۰۱۹ انتخاب کردند. داستان ازدواج در هفتاد و هفتمین مراسم گلدن گلوب در شش رشته از جمله؛ بهترین فیلم درام، بهترین فیلم‌نامه و بهترین بازیگر نقش اول مرد فیلم درام برای درایور نامزد دریافت جایزه بود که در نهایت توانست جایزه بهترین بازیگر نقش مکمل زن برای لورن درن را به خود اختصاص دهد. همچنین در نود و دومین دوره جوایز اسکار، فیلم در ۶ رشته از جمله بهترین فیلم و بهترین فیلم‌نامه غیراقتباسی نامزد دریافت جایزه اسکار بود که در نهایت توانست جایزه اسکار بهترین بازیگر نقش مکمل زن برای درن را به خود اختصاص دهد.

## داستان
چارلی یک کارگردان تئاتر موفق در نیویورک است. نیکول نیز بازیگری است که عمده شهرت خود را مدیون بازی در یک فیلم نوجوانانه درجه دوم است. چارلی و نیکول بعد از مدتی آشنایی و همکاری، با یکدیگر ازدواج کرده و به لس‌آنجلس نقل مکان می‌کنند. بعد از گذشت چندین سال، چارلی و نیکول تصمیم به طلاق از یکدیگر می‌گیرند در حالی که یک پسر هشت ساله دارند. مراحل طلاق گرچه ابتدا ساده و دوستانه به نظر می‌رسد اما هردو را وارد شرایطی می‌کند که پیش‌بینی آن را نکرده بودند.

## بازیگران
- آدام درایور
- اسکارلت جوهانسون
- لورا درن
- مریت ویور
- مارک اوبراین